# Melisa (sacerdotisa de Deméter)
Melisa (en griego Μέλισσα, Mélissa) era, en la mitología griega, una sacerdotisa de Ceres (Deméter). Fue despedazada por sus vecinas, que intentaron hacerla desvelar los misterios en los que había sido iniciada por la diosa. Como castigo, Ceres mandó una peste que asoló el lugar e hizo nacer abejas —el nombre de Melisa significa precisamente «abeja»— del cuerpo de Melisa.  Otra leyenda nos habla de Melisa, hija de Melise (Meliseo).